# Мариана Пинеда
„Мариана Пинеда“ е пиеса на испанския драматург и поет Федерико Гарсия Лорка.
Тя се основава върху живота на Мариана де Пинеда Муньос, чиято републиканска опозиция на Фердинанд VII е станала част от фолклора на Гранада.
Пиесата е написана между 1923 и 1925 г. и за пръв път е представена през юни 1927 г. в театър „Гоя“ в Барселона. Режисирана е от Гарсия Лорка със сценография и костюми от Салвадор Дали. Премиерата на пиесата e в Мадрид през октомври същата година, в Театро Фонталба.
За разлика от първата пиеса на Лорка „Злото заклинание на пеперудата“ която е представена през 1920 г., но спряна след само 4 представления, „Мариана Пинеда“ постига успех. По тази причина Гарсия Лорка често твърди, че „Мариана Пинеда“ е неговата първа пиеса.